# 新南威爾士精英中學
精英中学是澳大利亚新南威尔士州教育系统内中等学校（High school）的一个分类，精英中学是由州政府教育厅主管的公立学校，但招生采取学术考试择优入学，而多数公立中学则采取按照住址就近入学的招生办法。
精英中学的入学考试由州教育厅的精英中学及英才班录取小组（Selective High School and Opportunity Class Placement Unit）统一筹划。申请学生一般在小学六年级学年的三月参加精英中学入学考试（Selective High Schools Test），按照综合考试得分及学校平时成绩的总分获得录取。学生申请时可以填写四个学校意愿。
新南威尔士州政府在偏远西区还设有“虚拟”精英中学远程教育。
目前全州共有46所精英中学，7年级入学容量共4152人。除了精英中学这一类别外，新南威尔士的一些其他公立和非公立学校也使用考试择优录取，包括公立美术及表演艺术中学，以及某些私立学校。
现存历史最悠久的精英中学是堡垒街中学（Fort Street High School），创办于1849年，创办时属于择优入学的模范学校（Model school），后来精英中学制度设立后归入精英中学制度。此外，悉尼男子中学（Sydney Boys' High School）与悉尼女子中学（Sydney Girls' High School）也创办于19世纪（1883年）。
由於20世紀中葉政府教育政策的改變，當時的許多精英中學都被改爲普通中學。由於一些包括堡壘街中學在内的老牌精英中學的知名校友出面反對，因此最終以下幾所中學得以保留考試錄取制度。
- 堡壘街中學（Fort Street High School 1849年創辦）
- 悉尼男子中學、悉尼女子中學（Sydney Boys High School, Sydney Girls High School 1883年創辦）
- 北悉尼男子中學、北悉尼女子中學（North Sydney Boys High School, North Sydney Girls High School 1915、1914年創辦）
- 赫爾斯東農業中學（Hurlstone Agricultural High School 1959年創辦)
- 詹姆士·盧斯農業中學（James Ruse Agricultural High School 1959創辦）

這些學校長期是僅有的精英中學，直到1988年政府再度開始增辦精英中學。